# Орловське (Сюмсинський район)
Орло́вське (рос. Орловское) — село (в минулому селище) у складі Сюмсинського району Удмуртії, Росія.

## Населення
Населення — 736 осіб (2010; 886 в 2002).
Національний склад (2002):
- росіяни — 67 %
- удмурти — 30 %

## Історія
Орловське було засноване 1956 року як селище при однойменному торфопідприємстві. Неподалік знаходився присілок Орлово, на південь від якого були розвідані поклади торфу. Першим директором торфопідприємства був назначений Конишев С. С. Будівництво розпочалось вирубуванням лісу та осушуванням боліт. Спочатку жителі жили у бараках, стіни у яких заміняли простирадла, воду повністю завозили. Були збудовані пекарня, їдальня, 1957 року остання була перенесена до нової будівлі. Станом на 1958 рік вже було освоєно 28 га торф'яного поля, за 1959 рік ще 38 га. Перші видобутки склали 8675 т торфу. Одночасно зводилась вузькоколійна залізниця до селища Сюрек, 1958 року здали в експлуатацію міст через річку Кільмезь. Був збудований цегляний завод, який пропрацював до 1965 року, клуб, у якому також показували і фільми. У 1960-ті роки був збудований новий клуб на 150 місць, перед ним — фонтан. Один із бараків переобладнали під школу, половину якого займав і садочок з яслами. Пізніше був зведений дитячий комбінат на 140 місць, директором якого стала Морозова Г. І. Через майже 10 років була збудована середня школа для 320 учнів і 1973 року вона випустила 30 перших десятикласників. Директором школи була призначена Сіялова Н. І.
У період 1968—1974 років були збудовані нові двоповерхові будинки з газом, водою та каналізацією. 1977 року відкрили медика-санітарну частину на 50 ліжок. До цього існував лише фельдшерський пункт у будинку першого фельдшера Чучаліної Т. П. на половину з аптекою. Біля лікарні заклали фруктовий сад. Станом на 1991 рік торфопідприємством було видобуто 7248200 т торфу. За роки існування орден «Знак пошани» отримали працівники Куїмов М. В., Колотов Ф. І., Ложкін Л. П., Тітов Б. М., Бабурін В. О., орден Трудового червоного прапора — Єгоров М. Н., Вахітов Г. Г., Тітов Б. М., Мезенцев М. М., орден Трудової слави — Сирчин В. О., Пушкарьов І. К. та Абашев О. Т.

## Урбаноніми[4]
- вулиці — Виробнича, Енгельса, Жовтнева, Комуни, Леніна, Фрідріха Енгельса, Цегляна
- провулки — Лісопильний, Першотравневий, Підлісний, Торф'яний, Червоний, Шкільний